# فريدريك وينسلو تايلور
فريدريك تايلور (بالإنجليزية: Fredrick Taylor)‏ (مارس، 20 1856 - 21 مارس 1915) مهندس ميكانيك أمريكي سعى لتحسين الكفاءة الصناعية. يعدّ أباً لعلم الإدارة، كما كان من أوائل المستشارين الإداريين. كما يعدّ تايلور واحداً من قادة الفكر في حركة الكفاءة، وأفكاره تعدّ عالمياً شديدة التأثير في الحقبة التقدمية.
وقد اشتهر بكتابه مبادئ الإدارة العلمية (The Principles of Scientific Management).

## حياته
إن الإسهامات العلمية التي قدمها فريدريك تايلور في حقل الإدارة تعكس بشكل مباشر الحقبة الزمنية التي عاش فيها والخلفية الثقافية وطبيعة العمل الذي قام به عن طريق الاهتمام بالجانب المادي وأهمل الجوانب الأخرى.
عمل في أحد مصانع الحديد في ولاية فيلادلفيا مهندسا، وخلال ثماني سنوات من انخراطه في هذه الشركة تقلد مناصب مختلفة من عامل بسيط إلى ملاحظ للوقت إلى ميكانيكي إلى مشرف مجموعة إلى مساعد مهندس ثم أخيرا إلى كبير المهندسين في الشركة. وفي نفس الوقت كان يواصل تحصيله العلمي حتى تمكن من الحصول على الماجستير في الهندسة، ولعل ذلك الواقع المتمثل في قصور وضعف الأساليب الإدارية التقليدية لتلبية احتياجات المنظمات في تلك الحقبة الزمنية أدى إلى هيمنة فكرة رفع الكفاءة الإنتاجية على تيلور ومن ثم البحث عن الأساليب والوسائل التي يمكن من خلالها تحقيق هذه الأهداف الذي أصبح فيما بعد المرتكز الأساسي للإدارة العلمية.
ومن أجل تحقيق هذا الهدف يرى فردريك تيلور أنه لا بد من الأخذ في الاعتبار هذه المبادئ والأسس:
1. البحث عن أفضل طريقة (one best way) لإنجاز العمل وذلك باستخدام الأسلوب العلمي القائم على التجربة، أو بمعنى آخر تطوير أسلوب علمي لكل عنصر من عناصر العمل ليحل هذا التحليل العلمي والموضوعي محل الطريقة التخمينية والتجريبية في الأداء والعمل التي طالما استعملت في المعامل والمصانع.
2. اختيار العاملين بطريقة موضوعية تقوم على أسس علمية وتدريبهم لتحسين أدائهم «بدلاً من الطريقة التقليدية القاضية بأن يقوم الملاحظ بهذا الدور بالقدر الذي يستطيع طبقا لخبراته وتجاربه الخاصة».
3. أن وضع العامل في العمل المناسب غير كاف لإنجاز الأعمال بكفاءة وفعالية لذلك اقترح أن يكون هناك نظام للحوافز يقوم أساسا على الأجر الذي يتقاضاه العامل والذي يتناسب مع إنتاجيته وإنجاز العمل وليس على أساس ساعات العمل.
4. لعل من أهم المبادئ والأسس التي قدمها تيلور في هذا الشأن هو مبدأ التخصص وتقسيم العمل حيث يقضي هذا المبدأ بتقسيم العمل والمسؤولية بين الإدارة والعمال تتحمل الإدارة مسؤولية التخطيط والتنظيم والإشراف بينما يقوم العمال بالعمل الحقيقي.

ولعل من أهم الإسهامات العلمية البارزة التي قام بها فردريك تيلور في حقل الإدارة ما يعرف بدراسة الحركة والزمن (time and motion study) التي لا زالت محل إعجاب وتقدير من قبل بعض الباحثين والممارسين في حقل الإدارة بالرغم من مرور ما يربو على نصف قرن على هذه الدراسة، ولعل تقلده مناصب مختلفة في شركة الحديد والصلب ساعده في إجراء أبحاثه ودراساته وفي مقدمتها دراسة الحركة والزمن، وتهدف هذه الدراسة إلى رفع الكفاءة الإنتاجية للعامل وذلك عن طريق التخلص من كثير من الحركات غير اللازمة التي يتطلبها أداء العمل ومن ثم تحديد وقت نموذجي لإنجاز كل عمل.
ولقد كان هناك إقبال كبير على تطبيق الأبحاث والدراسة والميدانية التي قدمها تيلور من قبل المؤسسات المختلفة والحقيقة أن هناك كثيرا من النتائج الإيجابية المتمثلة في زيادة الإنتاج ونخفاض التكاليف وهما هدفان رئيسيان تسعى النظرية الإدارية إلى تحقيقهما.
«ويعطينا دوايت فارنام النتائج التي ترتبت على إدخال نظام تيلور ففي مناولة الحديد الخام وتفريغه من العربات زاد الإنتاج من 2 طن إلى 10 طن في الساعة وانخفضت التكاليف من 27 سنت إلى 8 سنت للطن. وفي إحدى شركات الصلب زاد الإنتاج في بعض العمليات من 12 إلى 48 طن في اليوم وانخفضت التكاليف من 10 سنت إلى 4 سنت للطن».
بالرغم من هذا النجاح الذي حققه فريدريك تيلور في رفع الكفاءة الإنتاجية للعمل وتخفيض التكاليف، غير أن ما يثير الدهشة أن العمال وقتئذ قاوموا «الطريقة التايلورية» ... بل أن مجرد ذكر اسمه كان يثير الكراهية في نفوسهم، ويرى بعض الباحثين أن السبب في ذلك إنما يرجع إلى أن تيلور كان يعدّ من رواد «الهندسة الإنسانية» إذ أن نظرته إلى تناول عمل الإنسان كانت لا تختلف عن نظرته التي يتناول بها قطعة جهاز هندسي...  لأنه كان مؤمنا فعل بإمكان تطبيق علم الهندسة على طرائق العمل في المصنع، وقام بدراسات للتعرف على «الطريق الوحيد الأفضل» ... وتوصل من هذه الدراسات إلى أن هناك نسبة عالية من الإسراف والضياع في العمل والموارد تحدث نتيجة لعدم كفاية التنظيم والإشراف على العمل».
ولم يكن تيلور يسمح للعاملين بالمناقشة أو إبداء الرأي فيما يتعلق بالطريقة والكيفية التي يؤدي بها العمل، ونقلا عن كوبيل مؤرخ تيلور أنه قال مرة إلى أحد العمال: «ليس من المفروض أن تفكر، إن هناك آخرين ندفع لهم مقابل التفكير...»؛ لأن تيلور كان يقترح بأن العامل الذي يصلح للعمل في نظامه يحسن أن يكون غبيا بليد الإحساس.
من خلال العرض السابق يبدو بجلاء أن تيلور استخدم كل الوسائل والأساليب لرفع الكفاءة الإنتاجية وقد حقق نجاحا كبيرا في هذا الجانب ولكنه أغفل في تحليله ودراسته طبيعة الفرد الذي يعدّ حجر الزاوية في العملية الإدارية. وكانت نظرته للعامل على أنه كتلة يمكن صياغتها وتشكيلها حسب متطلبات ومقتضيات العمل وما ترتب على هذه النظرة من إغفال طبيعة ورغبات وطموحات الفرد باعتباره كائنا اجتماعيا.
وأثناء عمله لاحظ انخفاض الإنتاجية وضياع الوقت والجهد والمواد دون تحقيق فائدة إنتاجية، وسرعان ما قام بإجراء التجارب الميدانية من أجل زيادة الكفاءة الإنتاجية، ونشر تجاربه بعد ذلك في كتابه المعروف بمبادئ الإدارة العلمية عام 1911.

## روابط خارجية
- فريدريك وينسلو تايلور على موقع الموسوعة البريطانية (الإنجليزية)
- فريدريك وينسلو تايلور على موقع أوليمبيديا (الإنجليزية)